# Apple (álbum)
Apple es el único LP de Mother Love Bone, una de las más famosas bandas de grunge en su momento a pesar de su corta duración, ya que debido a la muerte de Andrew Wood, su vocalista, la banda se disuelve después de sólo un año en activo. El álbum fue editado poco después de su muerte por sobredosis de heroína en 1990. Fue reeditado y remasterizado en 2003 en el sello Lemon Recordings.

## Lista de canciones
1. "This Is Shangrila" (Wood/Gossard/Mother Love Bone) – 3:42
2. "Stardog Champion" (Wood/Gossard/Mother Love Bone) – 4:58
3. "Holy Roller" (Wood/Ament/Mother Love Bone) – 4:27
4. "Bone China" (Wood/Gossard/Mother Love Bone) – 3:44
5. "Come Bite the Apple" (Wood/Gossard/Mother Love Bone) – 5:26
6. "Stargazer" (Wood/Mother Love Bone) – 4:49
7. "Heartshine" (Wood/Mother Love Bone) – 4:36
8. "Captain Hi-Top" (Wood/Mother Love Bone) – 3:07
9. "Man of Golden Words" (Wood/Mother Love Bone) – 3:41
10. "Capricorn Sister" (Wood/Gossard/Mother Love Bone) – 4:19
11. "Gentle Groove" (Wood/Mother Love Bone) – 4:02
12. "Mr. Danny Boy" (Wood/Gossard/Mother Love Bone) – 4:50
13. "Crown of Thorns" (Wood/Mother Love Bone) – 6:18
14. "Lady Godiva Blues" (Wood/Ament/Gilmore/Fairweather/Gossard) - 3:23¹

¹incluido sólo en la reedición de 2003.

## Personal
- Andrew Wood - Voz
- Stone Gossard - Guitarra
- Jeff Ament - Bajo
- Bruce Fairweather - Guitarra
- Greg Gilmore - Batería

- Datos: Q1754545